# Narodno sveučilište u Subotici
Narodno sveučilište je bila prosvjetna, znanstvena i kulturna ustanova u Subotici. 
Osnovana je 9. veljače 1945. godine. Djelovala je u sklopu gradskog Saveza kulturno–prosvjetnih društava.
Narodno sveučilište promicalo je znanost organizirajući znanstveno-popularna predavanja. 
Na području prosvjete ulogu je odigralo organiranjem raznih naobrazbenih tečaja.
Na području kulture usklađivalo je rad KUD-ova te priređivalo prigodne svečanosti.
Jedno vrijeme voditeljem subotičkog Narodnog sveučilišta bio je hrvatski pisac iz Bačke Matija Poljaković.